# Sobór św. Innocentego z Alaski w Anchorage
Sobór św. Innocentego z Alaski – sobór prawosławny w Anchorage, katedra diecezji Alaski Kościoła Prawosławnego w Ameryce. 
Sobór został wzniesiony na potrzeby istniejącej od 1967 parafii pod tym samym wezwaniem. Budowa została sfinansowana ze składek parafian oraz z dotacji prywatnych sponsorów. W pierwotnych planach obiekt miał być cerkwią dwukopułową, jednak uzyskana pomoc finansowa pozwoliła na wzniesienie znacznie okazalszej świątyni z 12 kopułami. 
19 września 1993 patriarcha Moskwy i całej Rusi Aleksy II poświęcił kamień węgielny pod budowę świątyni. Gotowy sobór został poświęcony 15 października 1994, w czasie uroczystości połączonej z kanonizacją św. Jakuba Niecwietowa.
9 czerwca 2010 sobór został napadnięty przez nieznanych sprawców. Zniszczyli oni część wyposażenia prezbiterium oraz jeden z egzemplarzy Ewangelii.